# Las Sirenas (Auguste Rodin)
Las Sirenas es una escultura de bronce con pátina café concebida hacia 1887 por Auguste Rodin y fundida en la casa Alexis Rudier. Esta pieza, también fue nombrada por Rodin como Neridas o El Canto de las sirenas (inglés: The Sirens) tiene vida a partir de La Puerta del Infierno.

## Descripción
Las Sirenas se encuentran en la parte superior de la hoja izquierda de La Puerta del Infierno, más tarde inspiraron al escultor en La muerte del poeta y al Monumento a Víctor Manuel II. Las caricaturas alegóricas son de origen prehelénico, evocan el movimiento de las cabelleras junto con la torsión de los cuerpos. Con los ojos cerrados y las bocas entre abiertas, las hijas del dios fluvial Aqueloo retan, al tiempo que parecen emitir gritos funestos. En el bronce se aprecian los «versos malditos» de Charles Baudelaire.  Sus dimensiones son 22 x 22.2 x 13.5 cm.
En su drama titulado Cromwell, Victor Hugo alude a ellas en las persuasivas palabras de Rochester a Francisca: - ¡Mi reina, mi deidad, mi ninfa, mi sirena!